# کاچ (فیلم)
کاچ (به انگلیسی: Kotch) فیلمی به کارگردانی جک لمون با بازی والتر ماتائو است.